# 徐楼站
徐楼站是一个濉阜线上的铁路车站，位于安徽省淮北市濉溪县徐楼乡，建于1971年，目前为四等站，邮政编码为235155。目前客运：办理旅客乘降；不办理行李、包裹托运；不办理货运营业。